# Atlanta Dream 2013
La stagione 2013 delle Atlanta Dream fu la 6ª nella WNBA per la franchigia.
Le Atlanta Dream arrivarono seconde nella Eastern Conference con un record di 17-17. Nei play-off vinsero la semifinale di conference con le Washington Mystics (2-1), la finale di conference con le Indiana Fever (2-0), perdendo poi la finale WNBA con le Minnesota Lynx (3-0).

## Roster
| N° | Naz.                   | Ruolo | Sportivo             | Anno | Alt. | Peso |
| -- | ---------------------- | ----- | -------------------- | ---- | ---- | ---- |
| 00 | Stati Uniti (bandiera) | AC    | Ruth Riley           | 1979 | 196  | 90   |
| 2  | Stati Uniti (bandiera) | G     | Alex Bentley         | 1990 | 170  | 69   |
| 3  | Stati Uniti (bandiera) | GA    | Anne Marie Armstrong | 1991 | 191  | 68   |
| 5  | Stati Uniti (bandiera) | G     | Jasmine Thomas       | 1989 | 175  | 66   |
| 13 | Giamaica (bandiera)    | A     | Aneika Henry         | 1986 | 191  | 93   |
| 14 | Brasile (bandiera)     | AC    | Érika                | 1982 | 196  | 86   |
| 15 | Stati Uniti (bandiera) | G     | Tiffany Hayes        | 1989 | 178  | 70   |
| 20 | Spagna (bandiera)      | A     | Sancho Lyttle        | 1983 | 193  | 65   |
| 22 | Stati Uniti (bandiera) | GA    | Armintie Price       | 1985 | 175  | 60   |
| 35 | Stati Uniti (bandiera) | A     | Angel McCoughtry     | 1986 | 185  | 73   |
| 43 | Stati Uniti (bandiera) | A     | Le'coe Willingham    | 1981 | 183  | 91   |
| 54 | Stati Uniti (bandiera) | G     | Courtney Clements    | 1989 | 183  | 70   |

## Staff tecnico
- Allenatore: Fred Williams
- Vice-allenatori: Joe Ciampi, Julie Plank
- Preparatore atletico: Kim Moseley
- Preparatore fisico: Dustin Wolf